# 4050 Mebailey
4050 Mebailey (1976 SF) là một tiểu hành tinh vành đai chính được phát hiện ngày 20 tháng 9 năm 1976 bởi Lagerkvist và Rickman ở Kvistaberg.